# Cantonul Signy-le-Petit
Cantonul Signy-le-Petit este un canton din arondismentul Charleville-Mézières, departamentul Ardennes, regiunea Champagne-Ardenne, Franța.

## Comune
| Comune                 | Populație (1999) | Cod poștal | Cod INSEE |
| ---------------------- | ---------------- | ---------- | --------- |
| Auge                   | 69               | 08380      | 08030     |
| Auvillers-les-Forges   | 833              | 08260      | 08037     |
| Brognon                | 126              | 08380      | 08087     |
| Éteignières            | 406              | 08260      | 08156     |
| Fligny                 | 176              | 08380      | 08172     |
| La Neuville-aux-Joûtes | 353              | 08380      | 08318     |
| Neuville-lez-Beaulieu  | 265              | 08380      | 08319     |
| Signy-le-Petit         | 1 314            | 08380      | 08420     |
| Tarzy                  | 137              | 08380      | 08440     |